# FC Klaipėda
FC Klaipėda é um clube de futebol profissional lituano da cidade de Kłajpeda que joga o Campeonato Lituano de Futebol.
O clube foi fundado em 2009 e foi dissolvido em 2012.